# Mercedes-Benz OM612 e OM647
Le sigle OM612 ed OM647 identificano due motori Diesel strettamente imparentati tra loro e prodotti complessivamente dal 1998 al 2005 dalla Casa tedesca Mercedes-Benz. Dal 2004 in avanti, tali motori sono stati prodotti su licenza anche dalla sudcoreana SsangYong.

## Profilo e caratteristiche

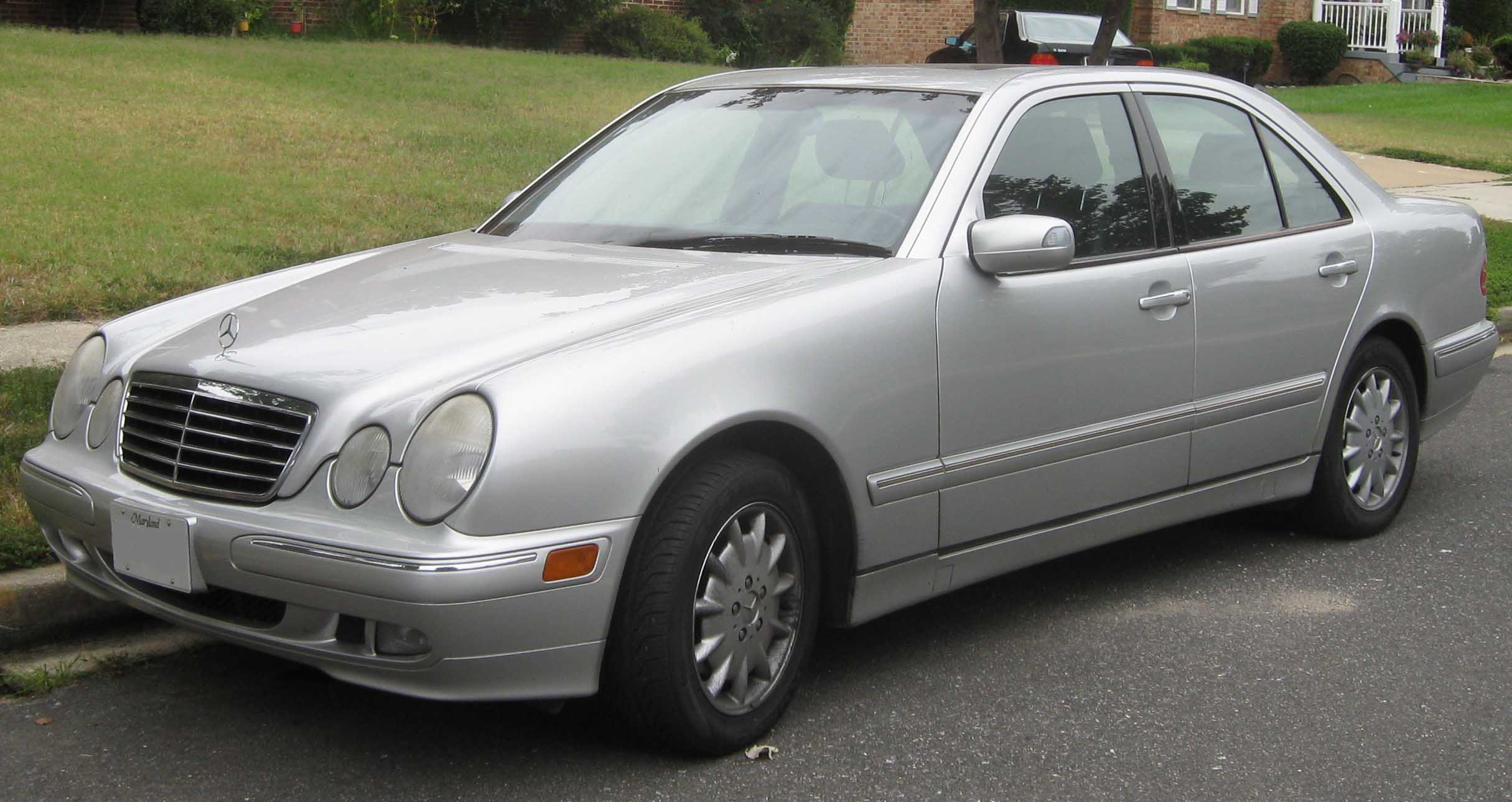
La E270 CDI è uno dei più classici esempi di applicazione per i motori OM612 ed OM647

Come era avvenuto in passato per i motori OM602, versioni a 5 cilindri dei motori OM601, così anche il motore OM612, introdotto nel 1998, non è altro che il motore OM611 provvisto di un cilindro in più. Tale motore, della cubatura di 2.7 litri, condivide quindi quasi tutte le soluzioni tecniche con la motorizzazione minore, e così pure la naturale evoluzione del motore OM612, siglata OM647. Analogamente, anche il più grande OM613 da 3.2 litri è la variante a 6 cilindri dei primi due. I motori OM612 ed OM647 vantano notevoli doti di elasticità di marcia, e quindi anche di prontezza. Per questi motivi sono stati oggetto di rivisitazioni da parte della AMG, la sezione sportiva della Casa tedesca. In particolare è esistito un 3 litri a 5 cilindri direttamente derivato dal 2.7 litri OM612.

Tra il 2002 e il 2003, il 2.7 OM612 è stato sostituito dal motore OM647, leggermente più potente. Durante il loro periodo di produzione, i motori OM612 ed OM647 furono affiancati dai più grandi motori OM613 ed OM648. Quest'ultimo, in particolare, fu proposto in una variante depotenziata con prestazioni pari a quelle del motore OM647. Tale variante andava a sostituire lo stesso OM647 nel periodo compreso tra il 2005 ed il 2006, ma con la differenza che il motore OM648 poteva montare anche il filtro antiparticolato, del quale l'unità da 2.7 litri era sprovvista.

A partire dal 2005, venne introdotto il V6 di 3 litri siglato OM642, che nel giro di un anno avrebbe sostituito definitivamente sia il 2.7 OM647, sia il 3.2 litri OM648.

Le caratteristiche comuni ai motori OM612 ed OM647 sono le seguenti:
- architettura a 5 cilindri in linea;
- monoblocco in ghisa;
- testata in lega di alluminio;
- distribuzione a doppio asse a camme in testa;
- testata a quattro valvole per cilindro;
- alimentazione ad iniezione diretta di gasolio con tecnologia common rail;
- sovralimentazione mediante turbocompressore a geometria variabile con intercooler.

Di seguito vengono riportate le caratteristiche principali dei motori OM612 ed OM647.

### Motori OM612

#### OM612DE27LA

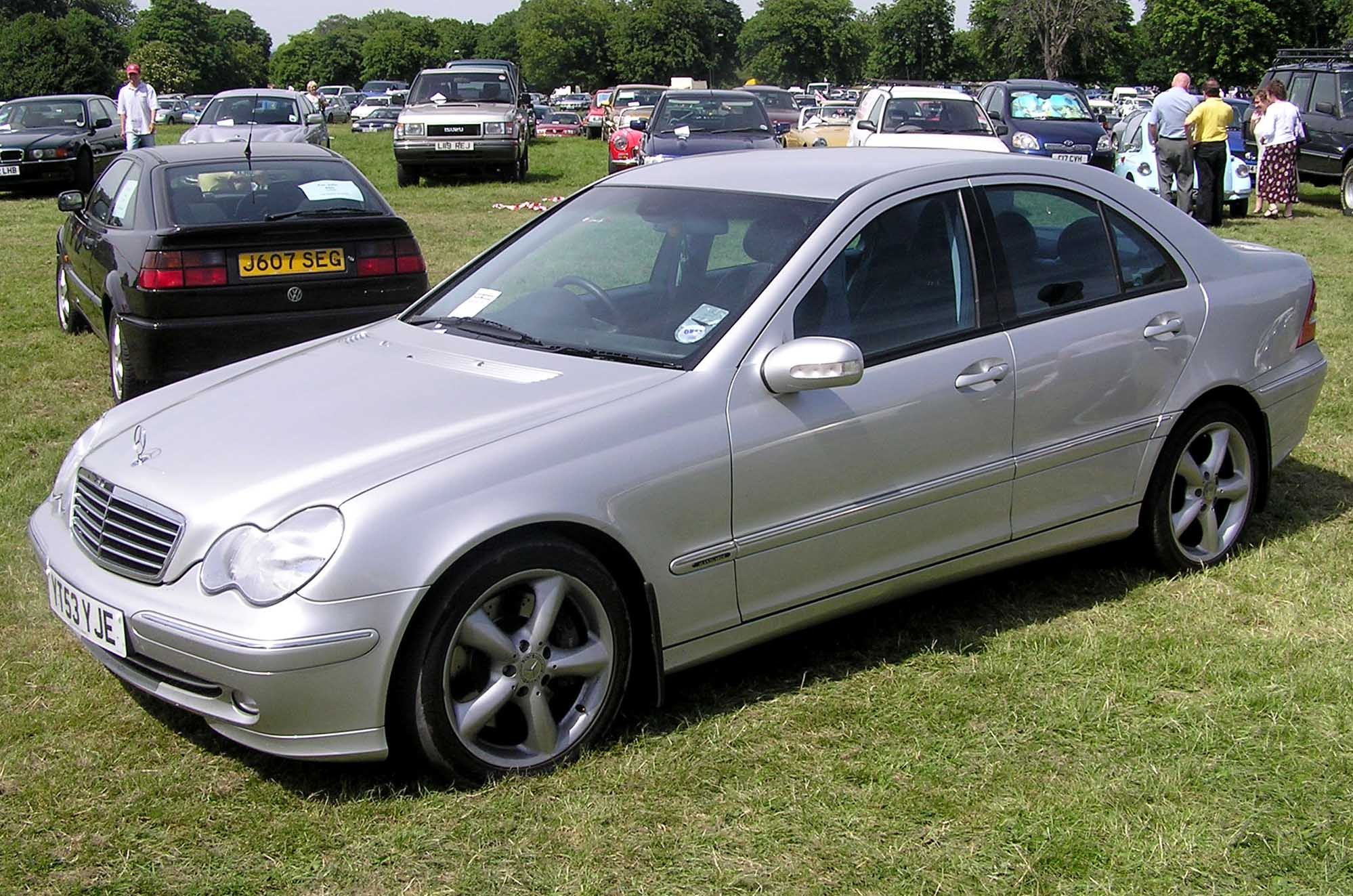
La C270 CDI è uno dei più classici esempi di applicazione di un motore OM612

Introdotto nel 1998, il 2.7 litri OM612 era caratterizzato da una cilindrata di 2685 cm³, data dalle misure di alesaggio e corsa pari ad 88x88.3 mm. Il rapporto di compressione era di 18:1, mentre la pressione di alimentazione era di 1350 bar. La sovralimentazione a geometria variabile consentiva una migliore risposta del motore stesso lungo un più ampio range di giri. Questo motore era proposto in tre livelli di potenza: 156, 163 o 170 CV. Mentre le varianti di minor potenza erano destinate al furgone Sprinter ed al fuoristrada della Classe G, le varianti più prestanti erano invece destinate alle normali autovetture. La variante intermedia ha invece trovato posto sotto il cofano del SUV ML270 CDI e della Jeep Grand Cherokee seconda serie.

A partire dal giugno del 2002, ha cominciato a fare la sua apparizione il nuovo motore OM647, che entro la fine dell'anno seguente avrebbe sostituito del tutto il motore OM612.

Di seguito vengono mostrate le principali caratteristiche ed applicazioni del motore OM612 da 2.7 litri:
| Motore Mercedes-Benz OM612DE27LA |                |                |                                  |                    |
| Versione                         | Potenza CV/rpm | Coppia Nm/rpm  | Applicazioni                     | Anni di produzione |
| 1.                               | 156/3800       | 400/1400-2400  | Mercedes-Benz G270 CDI W463      | 2002-06            |
| 2.                               | 156/3800       | 330/1400-2400  | Mercedes-Benz Sprinter W901-W904 | 2000-06            |
| 3.                               | 163/4200       | 370/1600-2800  | Mercedes-Benz ML270 CDI W163     | 1998-05            |
| 4.                               | 170/4200       | 370/1600       | Mercedes-Benz E270 CDI W210/S210 | 1999-02            |
| 4.                               | 170/4200       | 370/1600       | Mercedes-Benz C270 CDI W203/S203 | 2000-03            |
| 4.                               | 170/4200       | 400/ 1800-2600 | Mercedes-Benz CLK270 CDI W209    | 2002-05            |

#### OM612DE30LA
Questa sigla identifica un  motore particolare, poiché si tratta di una delle rare interpretazioni del reparto sportivo AMG sulla base di un motore a gasolio. Prendendo come base il 2.7 OM612, ne è stata innanzitutto modificata la corsa, passata da 88.3 a ben 97 mm, con conseguente aumento della cilindrata, portata da 2685 a 2950 cc. Il rapporto di compressione è stato ridotto a 16.5:1. La pressione di alimentazione è stata portata da 1350 a ben 1800 bar. Sulla base di tale aspetto, e considerando la data di debutto (il 2003), spesso si tende a ritenere che questo motore sia in realtà nato già sulla base del 2.7 litri OM647, che proprio in quel periodo stava gradualmente sostituendo l'unità OM612, ma mentre esistono fonti specializzate che lo indicano con la sigla OM612DE30LA, non esistono invece fonti ufficiali ugualmente specializzate che parlino di un motore OM647DE30LA. Per questo motivo appare più corretto considerare tale 3 litri come una derivazione del primo 2.7, ossia l'unità OM612. Comunque sia, la potenza massima raggiungeva 231 CV a 3800 giri/min, con picco di coppia pari a ben 540 N·m a 2000 giri/min. Questo motore è stato montato su:
- Mercedes-Benz C30 CDI AMG W203 (2003-05);
- Mercedes-Benz C30 CDI AMG SportCoupé (2003-04).

### Motore OM647
Introdotto nel 2003, il motore OM647 rimane dimensionalmente invariato rispetto al motore OM612. Si ritrova quindi tra l'altro la cilindrata di 2685 cc, mentre è stata aumentata la pressione di alimentazione, portata da 1350 a 1600 bar, soluzione tipica del sistema common rail di seconda generazione. Inoltre, sono state apportate migliorie al collettore di aspirazione. In questo modo ne beneficiano le prestazioni, con potenza massima salita a 177 CV a 4200 giri/min, mentre la coppia massima si porta a 400 N·m a 1800 giri/min.
 Questo motore è stato montato sulla Mercedes-Benz E270 CDI W211/S211 (2003-05).

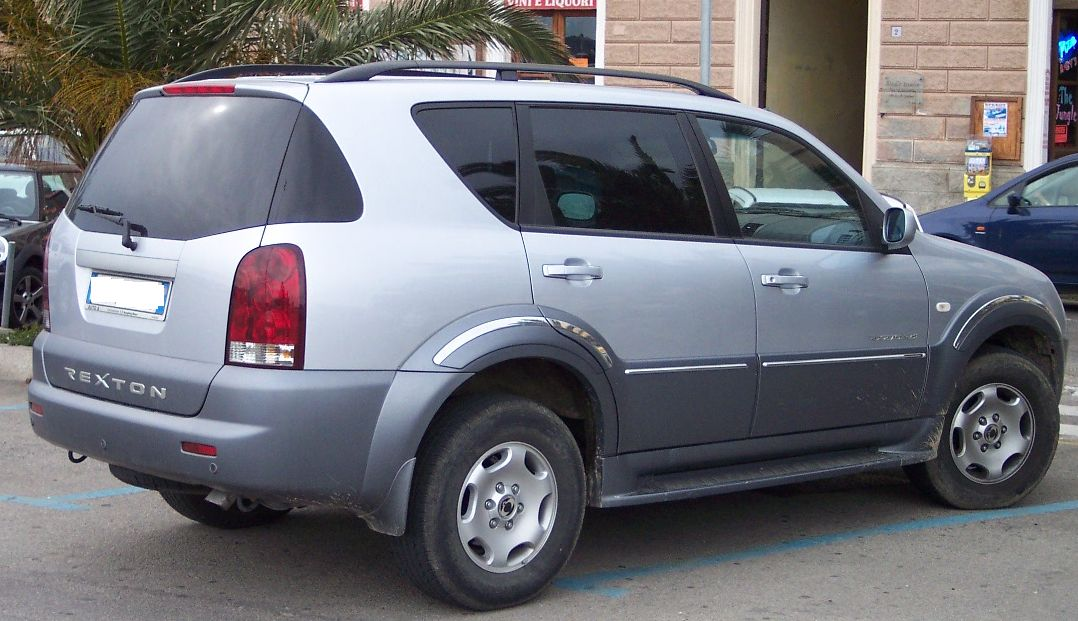
La Rexton montava anche il 2.7 turbodiesel common rail di origine Mercedes-Benz

Nel 2004, la SsangYong ottiene la licenza dalla Mercedes-Benz per produrre in casa propria il 2.7 OM647 e montarlo sui suoi SUV. In questo modo il 2.7 Mercedes-Benz ha conosciuto una seconda vita, tra la seconda metà degli anni 2000 e l'inizio degli anni '10 del XXI secolo, mentre la Casa madre già stava utilizzando altri motori per i suoi modelli. Ma il 2.7 litri prodotto dalla Casa sudcoreana non era identico in tutto e per tutto a quello originario. Sono stati infatti modificati sia l'alesaggio (ridotto ad 86.2 mm), sia la corsa (portata a 92.4 mm), ottenendo sempre un 2.7 litri, ma stavolta della cilindrata di 2696 cc. La potenza massima è di 163 CV a 4000 giri/min, mentre la coppia massima è di 340 N·m a 1800 giri/min. Questo motore ha trovato applicazione su:
- SsangYong Rexton 2.7 XDi (2004-12);
- SsangYong Kyron 2.7 XDi (2006-12);
- SsangYong Rodius 2.7 XDi (2005-12).